# Karl-Heinz Köhler (Maler)
Karl-Heinz Köhler (* 27. April 1937 in Teutschenthal) ist ein deutscher Maler und Grafiker.

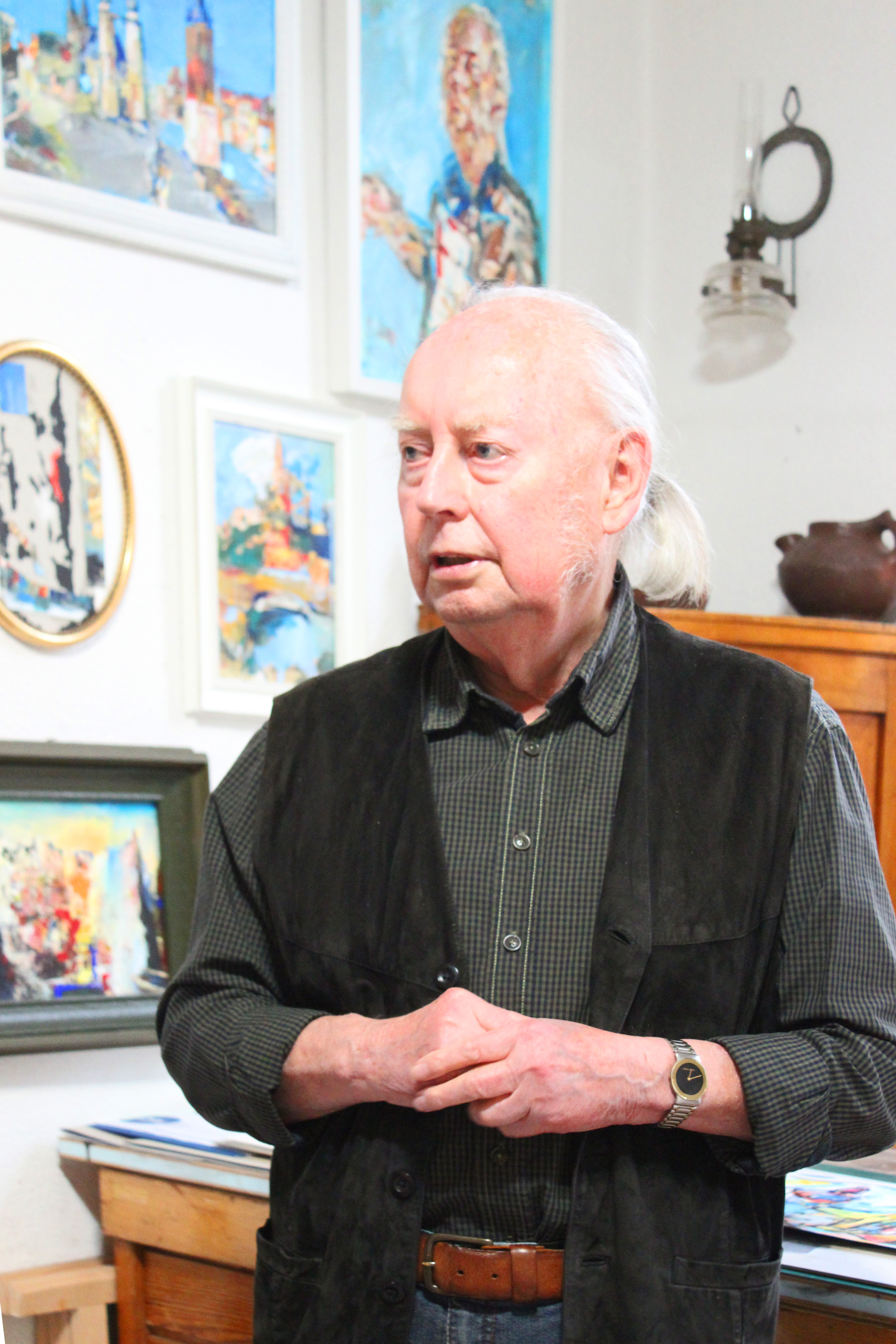
Karl-Heinz Köhler 2020 in seinem Atelier

## Leben und Wirken
Karl-Heinz Köhler, in Teutschenthal bei Halle geboren, machte 1951–1954 eine Lehre als Lithograf und arbeitete in diesem Beruf. 1966 schloss er eine zusätzliche Ausbildung als Kartograf ab.
Seine künstlerische Ausbildung erhielt er im Abendstudium von 1956 bis 1962 bei Otto Fischer-Lamberg im Aktzeichnen und der Malerei.
1967–1970 war er Gasthörer und Schüler im künstlerischen Grundlagenstudium der Burg Giebichenstein Kunsthochschule Halle, bei Lothar Zitzmann, Hannes H. Wagner, Martin Wetzel und auch beim Burgschüler Otto Müller.
1982 gab er seinen Beruf als Kartograf auf und war nach seiner Aufnahme in den Verband Bildender Künstler 1981, dem er bis 1990 angehörte, freiberuflich als Maler und Grafiker in Halle tätig.
Hauptthemen seiner Malerei sind Landschaft und Natur, die Stadt Halle und die Musik.
Von 1986 bis 1990 war er regelmäßiger Gast bei den Konzertproben der Halleschen Philharmonie. Dabei entstanden unzählige Arbeitsstudien, und seither ließ ihn das Sujet nicht mehr los. Eine Auswahl aus der Vielzahl seiner „Musikbilder“ ist in seinem im Kamprad-Verlag herausgebrachten Buch 2022 veröffentlicht worden. Großformatige Werke von Karl-Heinz Köhler finden sich im öffentlichen Raum, so in der Georg-Friedrich-Händel-Halle und im Foyer des Opernhauses Halle.
Karl-Heinz Köhler lebt und arbeitet in Halle.

## Ausstellungen (unvollständig)

### Einzelausstellungen
- 1986: Merseburg, Galerie Kulturbund der DDR
- 1987: Halle, Galerie Marktschlösschen
- 1988: Veszprém, Burg Veszprém (Ungarn)
- 1988: Bernburg, Museum Schloss Bernburg
- 1988: Eisleben, Mansfeld-Galerie
- 1992: Petersberg, Stiftskirche St. Peter, Museum
- 1994: Wien, Galerie iaea art club Vienna International Centre, UNO-City (Österreich)
- 1996: Bayreuth, British-American Tobacco Casino-Galerie
- 1997: Halle, Hallescher Kunstverein e.V.[3]
- 1999: Halle, Händel-Haus
- 2001: Leuna, cCe Galerie der Leunawerke GmbH
- 2004: Halle, Händel-Haus
- 2006: Ballenstedt, Galerie Schloss Ballenstedt
- 2007: Halle, Hallescher Kunstverein in der Galerie am Domplatz
- 2008: Halle, Galerie Zaglmaier
- 2010: Merseburg, Willi-Sitte-Galerie
- 2012: Naumburg, Kunstverein Kunst in Naumburg e.V. Der Kunstverein der Domstadt Naumburg
- 2013: Halle, Kunsthalle, Konzerthalle
- 2014: Halle, Galerie Zeitkunst
- 2015: Halle, Galerie Zaglmaier
- 2015: Leuna, cCe Galerie der Leunawerke GmbH[4]
- 2016: Leuna, cCe Galerie der Leunawerke GmbH
- 2016: Paris, Art 3 f Paris[5]
- 2016: Hannover, Kunstsalon Villa Artista Dr. Trivisas
- 2016: Halle,  Hallesche Wohnungsgenossenschaft Freiheit Halle[6]
- 2017: Halle, Galerie Zaglmaier
- 2018: Murten/Morat (Schweiz), Galerie HOW ART YOU Nicole Auderset

### Beteiligung an zentralen Ausstellungen in der DDR
- 1983: Leipzig, Messehaus am Markt („Kunst und Sport“)
- 1987/1988: Dresden, X. Kunstausstellung der DDR

## Ehrungen
- 1995: Kunstpreis der Sparkasse Bayreuth[7]

- 2021: Ehrenmitglied des „Freundes- und Förderkreises des Händel-Hauses zu Halle e.V.“[8]

- 2024: Ehrenmitglied des „Fördervereins der Saalekreis Musikschule "Carl Loewe" e. V.“[9]

## Sammlungen mit Werken Köhlers (unvollständig)
- Kunstsammlung Gera, Sammlung Handzeichnungen der DDR
- Museum Schloss Bernburg
- Kunstfonds des Freistaates Sachsen, Karl-Heinz Köhler: F. Beyling (Porträt), 1989, Öl/Hf. und „Violinenspieler“, 1986, Öl/Hf.
- Kunstsammlung der Leuna-Werke GmbH
- Kunstsammlung der Buna-Werke
- Philharmonisches Staatsorchester Halle (Saale)
- Oper Halle (Saale)
- Georg-Friedrich Händel Halle
- Kunstbesitz Land Sachsen-Anhalt
- Dokumentationsstelle Bildende Kunst des Landes Sachsen-Anhalt
- Wasser- und Schiffahrtsdirektion Ost
- Sammlung Schokoladenmuseum Halle
- Sammlung Stadtmuseum Halle
- Sammlung KATHI Rainer Thiele GmbH
- Landesheimatbund Sachsen-Anhalt e.V.
- Sammlung Bauer Elektrounternehmen GmbH & Co. KG an den Standorten Hamburg, Berlin, Düsseldorf, Halle, Leipzig, Frankfurt am Main, Landshut, Buchbach, München
- Deutsche Nationalbibliothek Leipzig